# Huvudlus
Huvudlus (Pediculus humanus capitis) är en underart av människolusen, som lever i hårbotten på människan, där den livnär sig på blod och orsakar klåda via utsöndring av ämnen som finns i dess saliv. Lusen är cirka 2 till 3 millimeter lång, grå, brun till svart, eller rödaktig när den sugit blod.
Huvudlöss sprider sig vid kontakt huvud mot huvud. Spridning genom mössor, filtar etc är möjlig men inte sannolik. Lusens överlevnadstid utanför håret är cirka 24 timmar, men dess fortplantningsförmåga upphör redan efter 4 timmar varför direktkontakt är vanligaste orsaken till spridning. Vid angrepp bör hela hushållet undersökas, samt vänner och bekanta underrättas.
Huvudlöss är mycket vanligt förekommande på förskola och lågstadieskolor, men alla kan drabbas. Man använder en luskam för att kamma ut hårlöss och äggen, som kallas gnetter.
Det finns även kemiska behandlingar att tillgå men resistensutveckling förekommer.
En gammal fördom var att det bara var fattiga och smutsiga som fick löss, något som inte stämmer.

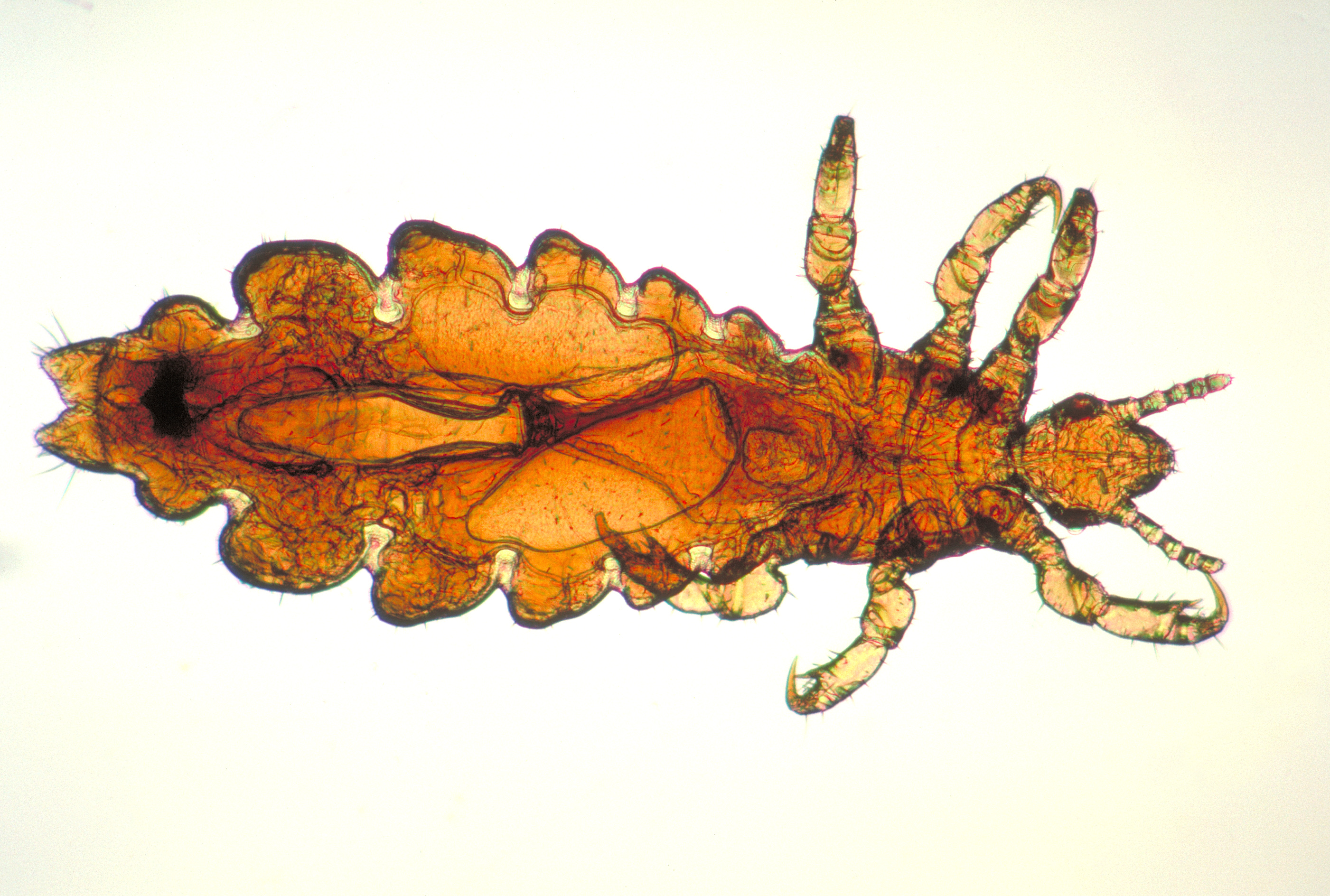
Huvudlus

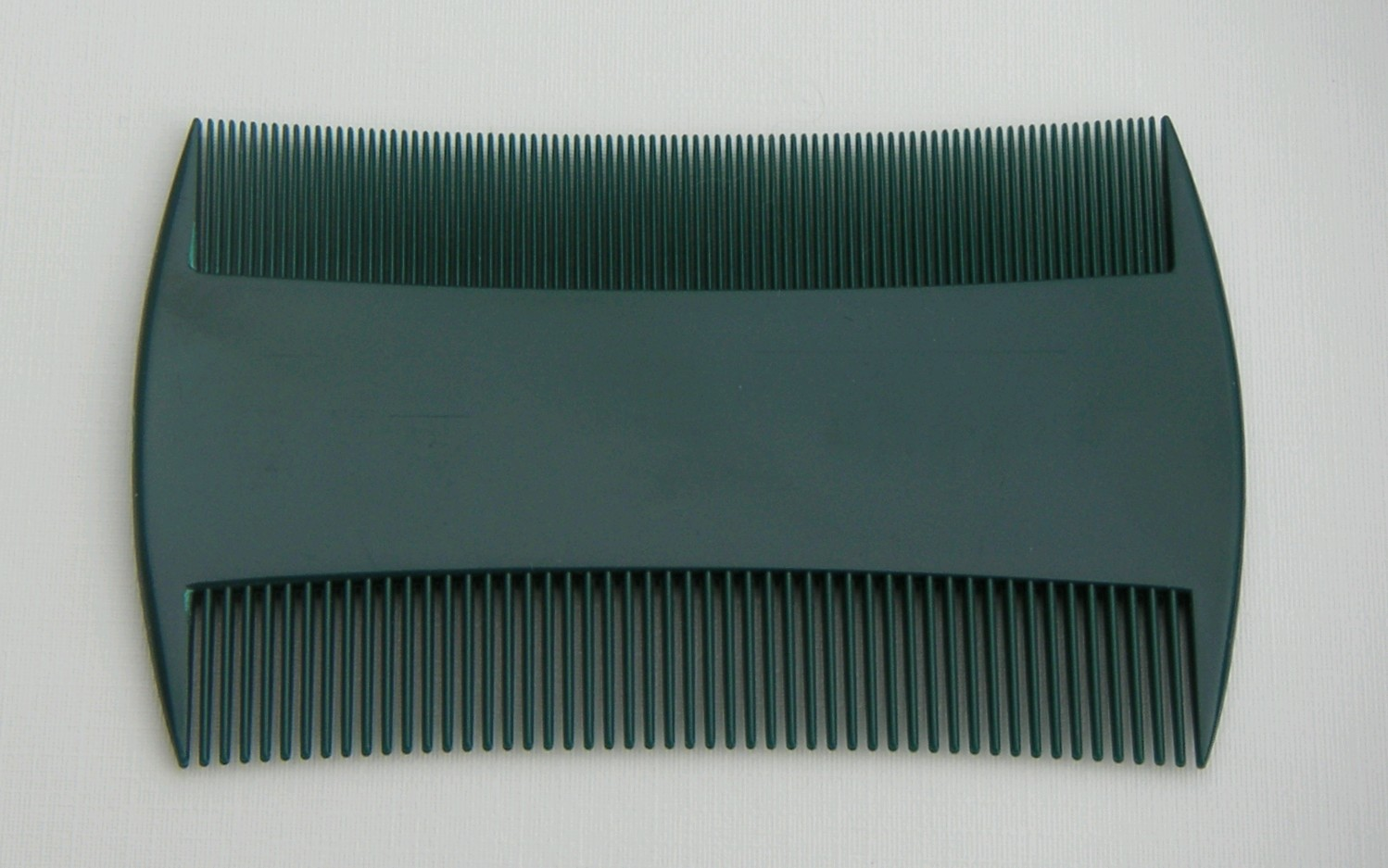
Luskam